# Confucius (cigarrinha)
Confucius é um género de cigarrinhas pertencentes à família Cicadellidae.
Espécies:
- Confucius bituberculatus Distant, 1908
- Confucius cameroni Distant, 1910
- Confucius dispar Nast, 1952
- Confucius granulatus Distant, 1907
- Confucius maculatus Cai, 1994
- Confucius ocellatus Distant, 1908
- Confucius polemon Linnavuori, 1972
- Confucius zombana Distant, 1910